# カール5世の肖像 (ティツィアーノ)
『カール5世の肖像』（カールごせいのしようぞう、伊: Ritratto di Carlo V seduto）は、イタリアのルネサンス期ヴェネツィア派の巨匠、ティツィアーノ・ヴェチェッリオが1548年に油彩で描いた神聖ローマ皇帝カール5世の肖像画である。『カール5世騎馬像』と同様に、ティツィアーノがアウクスブルクの宮廷に滞在している間にカール5世から依頼された。現在、ドイツのミュンヘンにあるアルテ・ピナコテークに所蔵されている。本作は、『カール5世騎馬像』とは異なり、痛風に悩む年老いた皇帝の人間的特徴を明らかにしている。
カール5世が左の椅子に座って、鑑賞者の方を向いているところが表されている。皇帝の黒い衣服が、赤い絨毯および背後の金色のタペストリーと対照的である。画面の右半分には、微かに描写された明るい色の風景がある。ランベルト・スストリスが風景を描いた可能性があり、本作の全体を描いた可能性もある。ティツィアーノの手になる、失われたオリジナルが存在したのかもしれない。
ヘンリー・キッシンジャーは、2014年の著書、「世界秩序」の中で、本作について、「ミュンヘンのアルテ・ピナコテークにある1548年制作のティツィアーノの忘れがたい肖像画は、精神的な充実に到達できない覇者の苦悩、または覇権的支配のためには二次的な重要性しかない梃を操作できない覇者の苦悩を明らかにしている」と書いている。